# Hnilec
Der Hnilec (slowakisch älter auch „Gelnický potok“; deutsch Göllnitz; ungarisch Gölnic) ist ein etwa 90 km langer Fluss in der Ostslowakei und der Name eines Ortes an seinem Lauf. Der ostwärts gerichtete Hnilec ist ein Nebenfluss des Hornád – aber fast gleich lang wie dieser – und entspringt ebenfalls an der Ostflanke der Niederen Tatra (slowakisch Nízke Tatry), hin zu den Ausläufern des Slowakischen Erzgebirges (Slovenské rudohorie).
Auch sein Oberlauf, der das „Slowakische Paradies“ (Slovenský raj) allerdings nur mehr tangiert, ist ähnlich abwechslungsreich wie jener des Hauptflusses. In den das Tal flankierenden Bergen wurden seit dem Mittelalter bis Ende des 20. Jahrhunderts verschiedene Erzlagerstätten (Gold, Silber, Kupfer und Quecksilber) ausgebeutet, die der Ostslowakei früher zu gewissem Wohlstand verholfen haben (siehe die Kunstwerke der karpatendeutschen Zipser Region).
Der Hnilec läuft fast parallel zum Hornád, zwischen ihnen eine etwa 1500 m hohe Bergkette, und mündet in diesen bei Margecany in Form des etwa 20 km langen Stausees Ružín. Danach tritt der vereinigte Fluss aus dem Erzgebirge in eine breite Ebene bei der ostslowakischen Großstadt Košice hinaus und durchquert den Nordteil der Großen Ungarischen Tiefebene der breiten Theiß entgegen.